# Æon Flux (film)
Æon Flux is een Amerikaanse sciencefictionfilm uit 2005 geregisseerd door Karyn Kusama. Het verhaal hierin is gebaseerd op de MTV animatieserie Æon Flux. De film werd bij de Golden Trailer Awards 2006 genomineerd voor het Gouden Vlies en voor de prijs voor beste vertelstem.

## Verhaal
In 2415 hebben besmettelijke ziektes het grootste deel van de wereldbevolking vernietigd. Er is nog één beschermde stad, Bregna, die wordt omgeven door een soort luchtbel. De stad wordt geleid door een aantal wetenschappers. Aeon Flux is de belangrijkste strijdster van de Monican, een ondergronds rebellen-netwerk dat wordt geleid door de 'Handler'. Als Flux een missie moet uitvoeren waarbij ze regeringsleider Goodchild moet vermoorden, ontdekt ze een belangrijk geheim dat haar doet betwijfelen of ze wel aan de juiste kant staat.

## Rolverdeling
| Acteur             | Personage                                |
| ------------------ | ---------------------------------------- |
| Charlize Theron    | Æon Flux                                 |
| Marton Csokas      | Trevor Goodchild                         |
| Jonny Lee Miller   | Oren Goodchild                           |
| Sophie Okonedo     | Sithandra                                |
| Frances McDormand  | Handler                                  |
| Pete Postlethwaite | Keeper                                   |
| Amelia Warner      | Una Flux                                 |
| Caroline Chikezie  | Freya                                    |
| Nikolai Kinski     | Claudius                                 |
| Paterson Joseph    | Giroux                                   |
| Yangzom Brauen     | Inari                                    |
| Stuart Townsend    | Cameo als Monicaanse in de openingsscène |